# Спенсър (род)
Родът Спенсър е английско аристократично семейство. Основано през 15 век, то е породило множество аристократични титли, включително съществуващите и днес херцог на Марлборо, графските титли Съндърланд и Спенсър и баронство Чърчил. Двама видни членове на семейството през 20 век са британският премиер Уинстън Чърчил и Даяна, принцеса на Уелс от британското кралско семейство.

## Произход и претенции
Родът е основан през 15 век от Хенри Спенсър (починал около 1478 г.), родоначалник на всички по-късни членове. През 16 век възниква твърдението, че Спенсър е бил кадетски клон на древния род Le Despencer, макар че оттогава тази теория е развенчана, по-специално от Й. Хорас Раунд в есето му „The Rise of the Spencers“. Родът за първи път получава герб през 1504 г., „Azure fess Ermine between 6 sea-mews’ heads erased Argent“, но той не прилича на гербовете, използвани от семейството след 1595 г., които са породени от герба на Despencer, „Quarterly Argent and Gules in the second and third quarters a Fret Or overall on a Bend Sable three Escallops of the first“ (гребените, означаващи разликата като кадетски клон). Раунд твърди, че произходът на Despencer е измислен от Ричард Лий, корумпиран глава на хералдическата палата в Лондон.  Позовавайки се на Раунд, The Complete Peerage отхвърля предполагаемия произход от Despencer като „сложно самозванство“, което „сега не е в състояние да заблуди най-доверчивите“. 
Спенсърови забогатяват през 16 век и името им се прочува. Управлението на техните имения в Нортхамптъншър и Уорикшър служи за пример и често се подражава от знатните господа из цяла Англия. Овцете от пасищата им са закупувани за разплод и успехът на семейството като земеделски производители продължава през целия век. 
Джон Спенсър, близък роднина на Хенри Спенсър, обработва земи в Уормлейтън, Уорикшър и става наемател на Алторп (Althorp) в Нортхамптъншър през 1486. Неговият племенник и съименник Джон Спенсър (починал 1522), отначало е търговец на добитък и други стоки, но успява да спести пари и да изкупи обработваните земи в двете графства. Уормлейтън е закупен през 1506, имението е завършено през 1512. Алторп с неговата укрепена с ров резиденция е закупено през 1508 и преустроено. По онова време къщата в Уормлейтън е четири пъти по-голяма от тази в Алторп. През 1511 Спенсър купува още земя и две села от Томас Грей, маркиз на Дорсет. Установявайки семейния дом в Алторп, Спенсър дава начало на следващите поколения. През 1519 г. получава рицарско звание от крал Хенри VIII.
Внукът Джон Спенсър (починал 1586) е milites comitatus (член на парламента) от графство Нортхемптъншир. В края на 16 век сър Робърт Спенсър (1570 – 1616) представлява Бракли в парламента. През 1601 г. той става рицар на жартиерата, получава титлата барон Спенсър от Уормлейтън и влиза в списъка с перовете на Англия The Complete Peerage през 1603 г. По време на управлението на крал Джеймс I той е смятан за най-богатият човек в Англия. Скромният произход на рода Спенсър като овцевъди навремето предизвиква разгорещен обмен на реплики между заможните, но все още нови благородници Спенсър с по-утвърдените Хауърдови, чиито предци по линията на Фиц Алан са графове на Аръндел от 13 век. По време на дебат в Камарата на Лордовете лорд Спенсър говорел за нещо, което великите им предци биха направили, когато внезапно граф Арундел го прекъсва: „Господине, по времето на тези неща, за които говориш, вашите предци гледаха овце". Тогава лорд Спенсър мигновено отговаря: „Когато моите предци, както казвате, гледаха овце, вашите предци замисляха предателство“.

## Членове на Ордена на жартиерата
Много от членовете на семейство Спенсър също са рицари или дами от Ордена на жартиерата. Следва списък на всички членове на Спенсър от този орден във всички клонове на семейството, заедно с годината на инвеститура.
- 1601 – Робърт Спенсър, 1-ви барон Спенсър
- 1687 – Робърт Спенсър, 2-ри граф на Съндърланд
- 1719 г. – Чарлз Спенсър, 3-ти граф на Съндърланд
- 1741 г. – Чарлз Спенсър, 3-ти херцог на Марлборо
- 1768 г. – Джордж Спенсър, 4-ти херцог на Марлборо
- 1799 – Джордж Спенсър, 2-ри граф Спенсър
- 1849 г. – Фредерик Спенсър, 4-ти граф Спенсър
- 1865 – Джон Спенсър, 5-и граф Спенсър
- 1868 г. – Джон Спенсър-Чърчил, 7-и херцог на Марлборо
- 1902 г. – Чарлз Спенсър-Чърчил, 9-и херцог на Марлборо
- 1913 г. – Чарлз Спенсър, 6-и граф Спенсър
- 1953 г. – Уинстън Чърчил
- 2005 г. – Мери, баронеса Сомс, моминско име Спенсър-Чърчил